# Aural Sculpture
Albums de The Stranglers
Feline
(1982) Dreamtime
(1986)
Aural Sculpture est un album du groupe The Stranglers sorti en 1984.

## Titres
1. Ice Queen - 4:01
2. Skin Deep - 3:54
3. Let Me Down Easy - 4:10
4. No Mercy - 3:38
5. North Winds - 4:03
6. Uptown - 2:58
7. Punch and Judy - 3:45
8. Spain - 4:14
9. Laughing - 4:14
10. Souls - 3:24
11. Mad Hatter - 4:00

Lors de la réédition en CD de 2001, huit titres bonus ont été ajoutés :
1. Here and There
2. In one Door
3. Head on the Line
4. Achilles Heel
5. Hot Club (riot mix)
6. Place de Victoires
7. Vladimir and the Beast
8. Vladimir Goes to Havana